# Euophrys maura
Euophrys maura là một loài nhện trong họ Salticidae.
Loài này thuộc chi Euophrys. Euophrys maura được Władysław Taczanowski miêu tả năm 1878.